# GNU Octave
Octave je svobodný software pro provádění číselných výpočtů šířený pod licencí GPL. Octave je do určité míry kompatibilní s programem MATLAB.
Octave obsahuje rozsáhlý soubor nástrojů pro numerické řešení problémů lineární algebry, hledání řešení nelineárních rovnic, integrování funkcí, práci s polynomy a integrování diferenciálních rovnic.
Projekt Octave vznikl v roce 1988; zpočátku byl zamýšlen jako pomůcka k přednáškám o chemických reakcích. Skutečný vývoj programu nastal až v roce 1992, o což se přičinil John W. Eaton. Verze 1.0 byla uvolněna v roce 1994.
Základní struktura v Octave je matice, jsou podporovány i řídké matice. Pro zobrazování výsledků používá Octave program Gnuplot.

## Ukázka kódu
Základní práce s maticemi:
```
octave:1> m = [1,0;0,1]
m =

1 0
0 1

octave:2> det (m)
ans = 1

```

Definice funkce:
```
a
 
=
 
[
1
,
2
,
3
];

function
 
ret
 
=
 
kw
(
x,a
)

 
ret
 
=
 
a
(
1
)
*
x
.^
2
+
a
(
2
)
*
x
+
a
(
3
);

endfunction

```